# Solage
Solage (... – 1403 circa) è stato un compositore francese, attivo verso la fine del XIV secolo, che compose la maggior parte dei pezzi contenuti nel Codice di Chantilly, la fonte principale delle musiche dell'ars subtilior, scuola musicale fiorita ad Avignone verso la fine del XIV secolo.

## Biografia
Nulla si sa sulla sua vita, al di là di quello che si può desumere dai testi della sua stessa musica. Dediche e riferimenti specifici nelle sue canzoni indicano che probabilmente è stato presso la corte reale francese. Nella sua chanson Pluseurs gens, egli menziona Jacqueline, la nipote di Filippo, duca di Borgogna, che era nata nel 1401 e fidanzata nel 1403: questo è l'ultimo riferimento databile nella sua musica.

## Musica
Stilisticamente, gran parte della sua musica è tipica del periodo 1380 - 1390, mostrando una maggiore attenzione alla forma su più ampia scala di quanto non fosse stato solitamente in precedenza, insieme all'uso crescente delle variazioni per aiutare a mantenere i cantori più a lungo insieme. Tuttavia, parte della sua musica era molto sperimentale, per esempio il bizzarro Fumeux fume par fumee ("L'unico fumo fumi attraverso il fumo"), in cui i cantanti sembrano essersi completamente smarriti, cantando, cromaticamente, note sempre più basse; esso contiene una tessitura vocale fra le più basse mai usate in composizioni dell'epoca. Con il brano Solage metteva in satira le "fumisterie" d'un gruppo, autodenominatosi "Società dei fumatori" (forse dal nome del fondatore, un misterioso "Jean Fumeux"), che comprendeva il nipote di Guillaume de Machaut . Il testo accusa il gruppo di perdersi in "Fumoso fumo in fumate" (con un gioco di parole in "par fumee" che suona anche come "pro-fumate"), ossia in "speculazioni intellettuali fumose" facendo "andare in fumo i suoi pensieri" perché "far fumo piace loro molto" (si confronti l'espressione popolare "mi fuma la testa"). Il concetto è sottolineato da una scrittura lambiccata, con ricorso a cromatismi insoliti per l'epoca.
Solo dieci composizioni sono certamente attribuibili a Solage, ma altre due gli sono attribuite per motivi stilistici. Tutti e dodici sono contenute nel Codice di Chantilly e consistono di 9 ballate, 2 virelai e un rondò (Fumeux fume). Tutte le composizioni di Solage sono state registrate dalla Gothic Voices per l'etichetta Avie Records.

## Discografia
- 2004 – Zodiac. Ars nova and Ars subtilior in the Low Countries and Europe Capilla Flamenca. Eufoda 1360.
- The Early Music Consort of London/David Munrow: "The Art of Courtly Love: Late 14th Century Avant Garde". EMI LP 1973. ASD 3621. Includes "Fumeux fume" and "Helas! je voy mon cuer". Also issued as part of a boxed set, "The Art of Courtly Love".